# Roman Misiewicz (poeta)
Roman Misiewicz (ur. 1964) – polski poeta, prozaik, publicysta, bloger. Z wykształcenia prawnik.
Laureat Nagrody Poetyckiej im. Kazimiery Iłłakowiczówny 2003 za najlepszy debiut poetycki roku za tomik //...//punkt/ów//zacze/p:i.en.i:a//...//. Nominowany do Paszportów "Polityki" ( w 2003), Nagrody Literackiej im. Józefa Mackiewicza (w 2012). Publikował w Arcanach, Frondzie, Gazecie Polskiej, Gazecie Wyborczej, Nowej Okolicy Poetów, Toposie, Twórczości, Uważam Rze. Członek redakcji Nowej Okolicy Poetów (2003-2011). Od roku 2011 prowadzi blogerskie śledztwo dotyczące katastrofy polskiego Tu-154 w Smoleńsku na blogu dobre-nowiny.pl. Do swej twórczości wprowadza elementy rzeczywistości wirtualnej. Jego wiersze były tłumaczone na język włoski (La comunita del vulcani) i angielski (Yellow Edenwald Field). Mieszka w Dębicy.

## Poezja
- //...//punkt/ów//zacze/p:i.en.i:a//...// (Towarzystwo Literackie im. Stanisława Piętaka, Rzeszów 2003)
- Wieprzowe języki (Towarzystwo Literackie im. Stanisława Piętaka, Rzeszów 2005)
- Cam_era obscura (Podkarpacki Instytut Książki i Marketingu, Rzeszów 2009)
- dobre-nowiny.pl / wiersze smoleńskie (Sooni Project, Toronto 2011)
- czarna skrzynka (Sooni Project, Toronto 2013)
- księga przejścia (Sooni Project, Toronto 2017)

## Literatura faktu
- Zatarty ślad. O 10 kwietnia 2010 roku (Wydawnictwo Psychoskok 2016)

## Antologie
pa]n[tologia neolingwizmu, Maria Cyranowicz, Paweł Kozioł (Warszawa, 2005)
Antologia smoleńska, 96 wierszy (2015)
...Nie zginęła, Justyna Chłap-Nowakowa (Wydawnictwo AA, 2019) 